# Szabó Zoltán (matematikus, 1965)
Szabó Zoltán (Budapest, 1965. november 24. –) magyar származású amerikai matematikus.

## Kutatási területe
Alacsonydimenziós sokaságokkal foglalkozik. Ozsváth Péterrel igazolta Thom sejtését tetszőleges önátmetszésű felületekre. Ugyancsak Ozsváth Péterrel új, hatékony homológiaelméletet dolgozott ki 3-sokaságokra, a Heegaard Floer-homológiaelméletet.

## Életpályája
A budapesti Szent István Gimnázium speciális matematika tagozatán tanult 1980 és 1984 között.
Az Eötvös Loránd Tudományegyetem matematikus szakát 1990-ben végezte el. A matematikai tudomány kandidátusa (1995), az MTA doktora (2007). 2010-ben a Magyar Tudományos Akadémia tiszteleti tagjává választották.
1994-ben a Rutgers Egyetemen szerzett PhD fokozatot. Disszertációjának címe: On the Smooth Structures of Elliptic Surfaces and Irreducible Four-Manifolds. Témavezetője Ted Edgar Petrie és John Willard Morgan voltak. Jelenleg a Princetoni Egyetem oktatója, 2002 óta egyetemi tanárként.

## Kitüntetései, díjai
- a stockholmi Európai Matematikai Kongresszus plenáris előadója (2004)
- Ozsváth Péterrel a madridi Nemzetközi Matematikai Kongresszus szekcióelőadója (2006)
- Oswald Veblen-díj (AMS, 2007)